# Exetastes schuttei
Exetastes schuttei là một loài tò vò trong họ Ichneumonidae.